# داني راميريز (ممثل)
داني راميريز هو ممثل أمريكي ولد في 17 سبتمبر 1992.

## وصلات خارجية
- داني راميريز على موقع IMDb (الإنجليزية)
- داني راميريز على موقع ألو سيني (الفرنسية)
- داني راميريز على موقع قاعدة بيانات الفيلم (الإنجليزية)